# Kitab
Kitab (uzbek: Kitob) és una ciutat de l'Àsia central a la part sud de l'Uzbekistan. Fou temporalment un estat independent al segle xix. Actualment forma un districte de la província (viloyati) de Qashqadaryo.